# ظهور بسیار نزدیک است
ظهور بسیار نزدیک است یا ظهور نزدیک است نام فیلم مستندی دربارهٔ حجت بن الحسن و آخرالزمان که اواخر سال ۱۳۸۹ در ایران به‌طور گسترده و رایگان تکثیر شد و باعث انتقادات فراوانی از سوی سیاستمداران و روحانیون شد و موجی از دستگیری‌ها را سبب شد؛ که البته بعداً ثابت شد این دستگیری‌ها اشتباه بوده‌است.

## عوامل تولید و موضوع
این مستند محصول گروه فرهنگی مبشران ظهور است و محصول آذر و دی سال ۱۳۸۹ است؛ و توسط علی اصغر سیجانی و حوریه پاکروان کارگردانی شده‌است. گفته می‌شود این مستند با حمایت مشایی تکثیر شده‌است؛ ولی بعدها رد و تکذیب شد به‌صورت سی‌دی در سطح کشور توزیع شد و نیز از سوی مؤسسه مذکور بر روی اینترنت بارگذاری شد. بر روی سی دی مذکور نوشته شده‌است: بررسی نشانه‌های بسیار نزدیک بودن ظهور در روایات، سید خراسانی، یمانی، شعیب بن صالح، سفیانی، دجال، عبدالله عربستان. در این فیلم سعی شده که محمود احمدی‌نژاد، شعیب پسر صالح معرفی شود و از قراین این امر نیز شباهت‌های ظاهری احمدی‌نژاد با این فرد عنوان شده‌است. سید خراسانی، که به موجب تقلیل یاران وفادار خود، قادر به انجام قیام نهایی علیه ظلم و ستم در جهان نیست، با حضور احمدی‌نژاد (شعیب بن صالح) نیرویی مضاعف گرفته و قادر خواهد بود که قیام نهایی خود را آغاز کند و …

## واکنش‌ها
- مرکز تخصصی مهدویت حوزه علمیه قم با انتشار بیانیه‌ای این مستند را مردود و فاقد اعتبار دانست.[۳]
- علی خامنه‌ای: در طول تاریخ مدعیانی بودند؛ بعضی از مدعیان هم یک علامتی را بر خودشان یا بر یک کسی تطبیق کردند؛ همهٔ اینها غلط است. بعضی از این چیزهائی که راجع به علائم ظهور هست، قطعی نیست؛ چیزهائی است که در روایات معتبرِ قابل استناد هم نیامده است؛ روایات ضعیف است، نمی‌شود به آنها استناد کرد. آن مواردی هم که قابل استناد هست، اینجور نیست که بشود راحت تطبیق کرد.. .. اینها غلط است، اینها کارهای منحرف‌کننده است، کارهای غلط‌انداز است. وقتی انحراف و غلط به وجود آمد، آن وقت حقیقت، مهجور خواهد شد، مشتبه خواهد شد، وسیلهٔ گمراهی اذهان مردم فراهم خواهد شد؛ لذا از کارِ عوامانه، از تسلیم شدن در مقابل شایعات عامیانه بایستی بشدت پرهیز کرد. کارِ عالمانه، قوی، متکی به مدرک و سند، که البته کار اهل فنِ این کار است، این هم کار هر کسی نیست، باید اهل فن باشد، اهل حدیث باشد، اهل رجال باشد، سند را بشناسد، اهل تفکر فلسفی باشد؛ بداند، حقایقی را بشناسد، آن وقت می‌تواند در این زمینه وارد میدان شود و کار تحقیقاتی انجام دهد[۴]
- سیستانی:توقیت‌ها و تطبیق‌ها برای نزدیک بودن ظهور حضرت حجت (عج) بسیار نگران‌کننده‌است و این مطالب عقاید مردم را هدف گرفته و باعث تضعیف اعتقادات جامعه می‌شود… چنین جریاناتی نباید در کشوری مانند ایران شکل بگیرد، یک روز شعیب بن صالح را به یک فرد و بار دیگر به فرد دیگری تطبیق می‌کنند است، این مسائل نگران‌کننده‌است.[۵]
- آقا تهرانی، از قول احمدی‌نژاد با تعجب!!!: چرا این حرفها را می‌زنید و چه کسی گفته‌است من همان فرد (شعیب بن صالح) هستم.[۶]
- محمد ناصری:انتساب تأیید لوح فشرده ظهور بسیار نزدیک است را به اینجانب تکذیب نموده و مطالب مندرج در آن را از جهاتی خلاف واقع می‌دانم.[۷]

## عصرالظهور
بنابر گفته کارگردان یکی از اصلی‌ترین منابع فیلم، کتاب عصر الظهور نوشته علی کورانی بوده‌است. این کتاب به زبان عربی دربارهٔ حوادثی که به باور شیعیان پیش از ظهور مهدی رخ می‌دهد و به بررسی و تحلیل وقایع و حوادث دوران ظهور و همچنین سرانجام ملل و قومیت‌های مختلف همچون ایران، عراق، رومیان، ترکان، یهودیان، اعراب، یمن و مصر در زمان جنگ‌های آخرالزمان و ظهور مهدی از دیدگاه روایات شیعه و سنی و همچنین به دیدگاه اهل سنت دربارهٔ حجت بن الحسن پرداخته‌است.
علی کورانی عاملی نویسنده این کتاب متولد جبل عامل لبنان می‌باشد. وی ده سال در نجف در کلاس درس خوئی و صدر شرکت کرد. سپس به عنوان وکیل حکیم و خویی به کویت عزیمت می‌کند. وی سپس به لبنان و بعد پیروزی انقلاب به تهران می‌آید. وی هم‌اکنون در قم حضور دارد و کتاب‌های عصرظهور، الممهدون للمهدی و معجم احادیث الامام المهدی را تألیف می‌کند.

### اهداف تألیف و نقد کتاب
نویسنده مدعی این است که از نظر شیعه، ایران زمینه‌ساز ظهور مطرح شده‌است و این از علایم ظهور است. در روایت‌ها عبارت «رجل من قم» و «قوم من المشرق» آمده‌است لذا خواسته تا برای آشنایی شیعیان با عصر ظهور و زمینه‌سازی آنان برای شناخت علامت‌های ظهور و رابطه انقلاب اسلامی ایران با آن علایم کتابی بنویسد.
از اشکالاتی که این کتاب دارد این است که میان احادیث شیعه و سنی فرق نگذاشته‌است و آنها را با هم آورده و نمی‌توان تشخیص داد چه مقدار از مطالب از منابع شیعه است و چقدر از احادیث از منابع اهل سنت است. این کتاب همچنین به پاره از روایات ضعیف استناد کرده‌است که گاهی اهل سنت نیز آن را قبول نکرده‌است. همچنین مؤلف برداشت‌های خاصی از روایات دارد و گاهی تطبیق‌های ایشان با روایات دارای اشکال است مثل ربط دادن پرچم‌های سیاه به سیدخراسانی.